# Милорад Соколовић
 Милорад Соколовић (Београд, 10. август 1922 — Београд 26. јун 1999), познатији као Соко, био је југословенски и српски кошаркаш, кошаркашки тренер и спортски новинар. Играо је за кошаркашку репрезентацију Југославије.

## Каријера
Соколовић је играо у Обилићу, београдском Металцу, а након тога и у Црвеној звезди у Првој лиги Југославије, са којом је освојио шест националних првенстава. У јулу 1950. године био је део тима Црвене звезде који је освојио интернационални куп у Милану.
Био је у саставу тима кошаркашке репрезентације Југославије на Светском првенству 1950. године, одржаном у Аргентини. Играо је на четири меча и постигао 0.5 поена просечно по утакмици.
У периоду од 1952. до 1957. године био је тренер ЖКК Црвена звезда, а на том месту наследио је Небојшу Поповића. Тренирао је женску кошаркашку репрезентацију Југославије на Европском првенству 1958. године одржаном у Пољској.
Соколовић је био генерални секретар Кошаркашког савеза Југославије и председник КК Црвена звезда.
Радио је и као спортски новинар, доприносећи Спорту, српском дневном листу.

## Награде и трофеји
- 6× Прва лига Југославије (1947—1952)
- 5× Првенство Југославије за жене (1953—1957)